# Leyte (provincie)
Leyte is een provincie van de Filipijnen op het eiland Leyte in de centraal gelegen eilandengroep Visayas. De provincie maakt deel uit van regio VIII (Eastern Visayas). De hoofdstad van de provincie is Tacloban. Bij de census van 2015 telde de provincie ruim 1,7 miljoen inwoners.

## Mensen en cultuur

### Bevolkingsgroepen
De twee groepen die in Leyte leven zijn de Cebuanos en de Waray De Cebuanos leven in het Zuiden en Westen, terwijl de Waray in het Noorden en Oosten leven.

### Talen
In Leyte worden twee talen gesproken. De mensen aan de west- en zuidkant spreken Cebuano, terwijl de Waray die in het noorden en oosten leven Waray-Waray spreken.

## Geografie

### Bestuurlijke indeling
Leyte bestaat uit 2 steden en 40 gemeenten. De stad Ormoc ligt in de provincie Leyte, maar wordt onafhankelijk van de provincie bestuurd.

#### Steden
- Baybay
- Ormoc (onafhankelijke stad)
- Tacloban

#### Gemeenten
| - Abuyog - Alangalang - Albuera - Babatngon - Barugo - Bato - Burauen - Calubian - Capoocan - Carigara - Dagami - Dulag - Hilongos - Hindang | - Inopacan - Isabel - Jaro - Javier - Julita - Kananga - La Paz - Leyte - MacArthur - Mahaplag - Matag-ob - Matalom - Mayorga | - Merida - Palo - Palompon - Pastrana - San Isidro - San Miguel - Santa Fe - Tabango - Tabontabon - Tanauan - Tolosa - Tunga - Villaba |

Deze steden en gemeenten zijn weer verder onderverdeeld in 1641 barangays.

## Demografie
Leyte had bij de census van 2015 een inwoneraantal van 1.724.679 mensen. Dit waren 156.695 mensen (10,0%) meer dan bij de vorige census van 2010. Ten opzichte van de census van 2000 was het aantal inwoners gegroeid met 310.982 mensen (22,0%). De gemiddelde jaarlijkse groei in die periode kwam daarmee uit op 1,83%, vrijwel gelijk aan het landelijk jaarlijks gemiddelde over deze periode (1,72%).

De bevolkingsdichtheid van Leyte was ten tijde van de laatste census, met 1.724.679 inwoners op 6515,05 km², 264,7 mensen per km².

## Bestuur en politiek

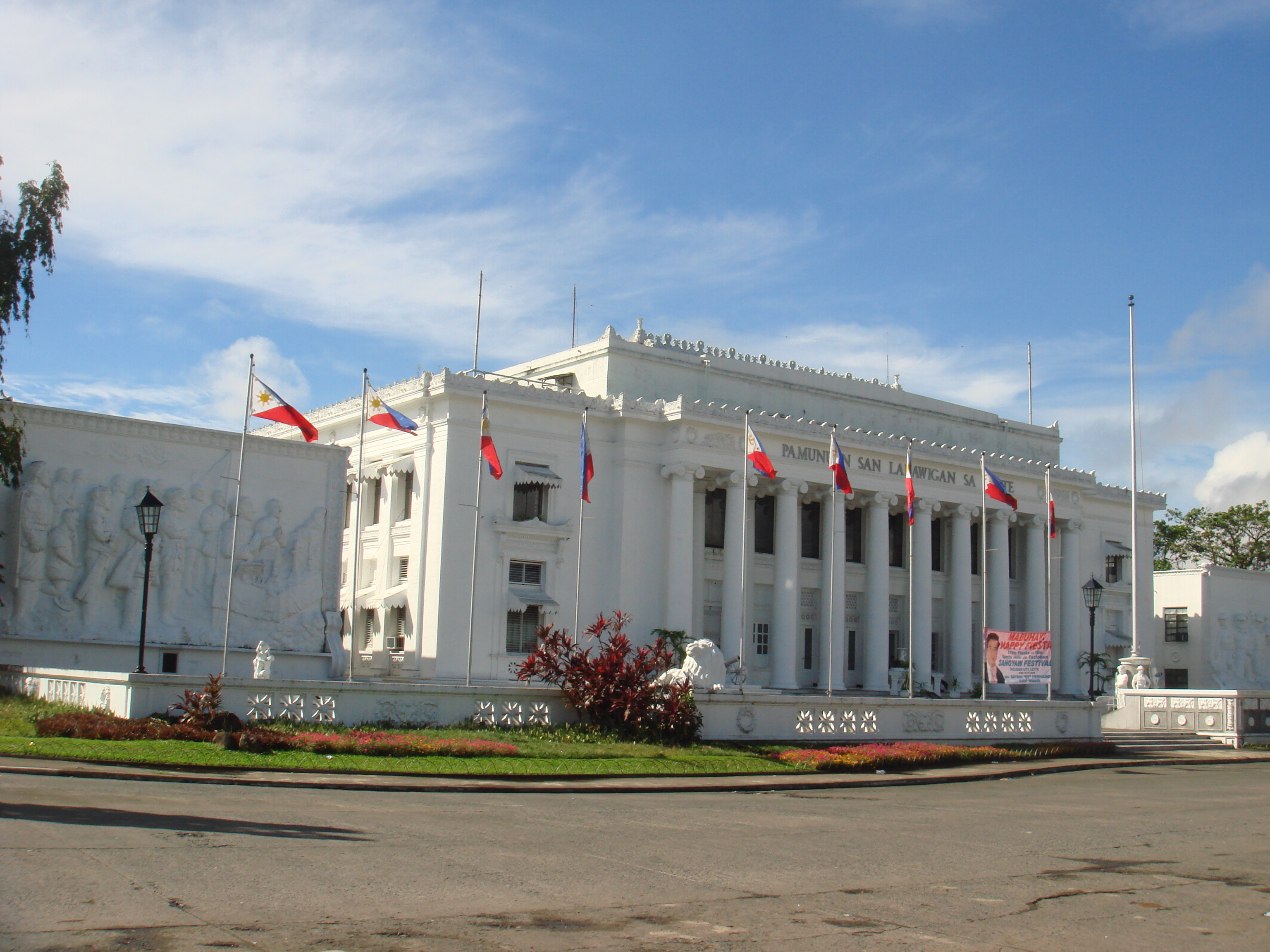
Het provinciehuis van Leyte in Tacloban

Zoals alle provincies in de Filipijnen is de belangrijkste bestuurder van Leyte een gouverneur. De gouverneur wordt sinds 1987 om de drie jaar gekozen en is het hoofd van het provinciale bestuur en de uitvoerende organen. De huidige gouverneur van de provincie, Leopoldo Petilla is tijdens de verkiezingen van 2016 voor de tweede termijn van drie jaar gekozen. De vicegouverneur, momenteel Carlo P. Loreto, is voorzitter van de provinciale raad. Deze provinciale raad is in Leyte samengesteld uit 10 afgevaardigden. Deze afgevaardigden worden rechtstreeks gekozen door de stemgerechtigde inwoners in de vijf kiesstricten van de provincie. Het 1e district omvat de gemeenten Alangalang, Babatngon, Palo, San Miguel, Santa Fe, Tanauan, Tolosa en de stad Tacloban, het 2e district omvat de gemeenten Barugo, Burauen, Capoocan, Carigara, Dagami, Dulag, Jaro, Julita, La Paz, MacArthur, Mayorga, Pastrana, Tabontabon en Tunga; het 3e district omvat de gemeenten Calubian, Leyte, San Isidro, Tabango, Villaba; het 4e district omvat de gemeenten Albuera, Isabel, Kananga, Matag-ob, Merida en Palompon en de stad Ormoc en het vijfde district omvat de gemeenten Abuyog, Bato, Hilongos, Hindang, Inopacan, Javier, Mahaplag en Matalom en de stad Baybay. Alle districten hebben twee afgevaardigden in de provinciale raad. De inwoners van de vijf districten kiezen bovendien elk een afgevaardigde in het Filipijns Huis van Afgevaardigden.
Lijst van gouverneurs van Leyte sinds 1899
| - 1899 - 1901 Arthur Murray - 1901 - 1902 Henry Allen - 1903 - 1904 Joseph Grant - 1904 - 1906 Peter Borseth - 1906 - 1907 Jaime de Veyra - 1907 - 1908 Vicente Diaz - 1908 - 1910 Francisco Enage - 1910 - 1912 Pastor Navarro - 1912 - 1916 Jose Veloso - 1916 - 1917 Julian de Veyra - 1917 - 1919 Salvador Dementrio | - 1919 - 1922 Eugenio Jaro - 1922 - 1924 Salvador Dementrio - 1924 - 1927 Honorio Lopez - 1944 - 1945 Vicente de la Cruz - 1935 - 1936 Rafael Martinez - 1936 - 1940 Bernardo Torres - 1940 - 1942 Pastor Salazar - 1943 - 1944 Ruperto Kangleon - 1944 - 1945 Salvador Demetrio - 1946 - 1949 Mamerto Ribo - 1949 - 1950 Catalino Landia | - 1950 - 1951 Mamerto Ribo - 1952 - 1957 Bernardo Torres - 1958 - 1963 Ildefonso Cinco - 1964 - ???? Norberto Romualdez jr. - 1967 - 1986 Benjamin Romualdez - 1986 - 1992 ? - 1992 - 1995 Leopoldo Petilla - 1995 - 2004 Remedios Petilla - 2004 - 2013 Jericho Petilla - 2013 - 2019 Leopoldo L. Petilla |

## Economie
Leyte is een relatief arme provincie. Uit cijfers van het National Statistical Coordination Board (NSCB) uit het jaar 2003 blijkt dat 42,3% (10.600 mensen) onder de armoedegrens leefde. In het jaar 2000 was dit 40,8%. Daarmee staat Leyte 33e op de lijst van provincies met de meeste mensen onder de armoedegrens. Van alle 79 provincies staat Leyte 35e op de lijst van provincies met de ergste armoede..